# 世界語語法完整手冊
《世界语语法完整手册》（简称PMEG) 是一本以易于学习的格式解释世界语语法的书，由Bertilo Wennergren主编，适合想要学习世界语语法、构词、写作和发音的普通世界语使用者。
它不使用传统的语法术语。这使得它比传统的语法教科书更容易理解。例如，不说“substantivo”（名词，实词）而说“O-vorto”（ O词 ）；不说“prepozicio”（介词）而说“rolvorteto”（角色小词）等等。这些新的语法术语比传统术语更适合描述世界语。例如，传统术语中，单词“tiu”（那个）、“ambaŭ”（两者）和“ties”（那个）都是形容词，但它们的表现与以-a结尾的形容词很不同；而术语“A-vorto”（ A词 ）则可以把行为相似的单词归在一起 。
PMEG主要是一本实用指南，不像Plena Analiza Gramatiko （完整分析语法）是语言学家的真正理论著作。该书在PMEG出版以前被认为是“世界语语法的最大研究项目” 。
PMEG自1995年开始于网上连载 。 美国世界语协会从2006年开始出版贩售实体书。2020年，E@I与La Ranetoj出版社合作出版了新版实体书。
Wennergren是PMEG的主编，但许多其他人为本书的制作做了贡献。